# 乌戈·米夫苏德·邦尼奇
乌戈·米夫苏德·邦尼奇（1932年11月8日—），男，马耳他政治人物，於1994年至1999年間擔任第五任马耳他总统。

## 生平
乌戈·米夫苏德·邦尼奇出生在马耳他科斯皮夸，是卡梅罗·米夫苏德·邦尼奇（Carmelo Mifsud Bonnici）教授和他的妻子玛丽亚（née Ross）的儿子。他就读于学园（Lyceum，古希腊哲学家讲的园林）和马耳他皇家大学。1952年從大學毕业，获得文学学士（Bachelor of Arts），後來於1955年获得法学博士。1959年5月3日，乌戈·米夫苏德·邦尼奇擔任律师時，他娶了杰玛（née Bianco，姓比安科），育有三个孩子。
他继承父业，在1966年作为国民党候选人参加选举，并当选议员。他在随后的大选中连任，连续十五年（1972年 - 1987年）中，他都是国民党的教育发言人。1977年，他当选国民党主席和行政委员会总书记。
1987年，国民党组建政府，邦尼奇被任命为教育部长。他的部门包括教育、环境、广播、文化、青年、博物馆和运动各方面。1990年，成为了教育部长和内政部长。1992年大选后，被任命为人力资源和教育部长。作为部长，他曾起草重要立法如教育法案、环境法案、国家档案馆法案和职业健康和安全促进法案，努力提高公立学校标准。
1994年4月，邦尼奇当选马耳他总统，任期五年。

## 著作
邦尼奇是一位多产的作家。他的文章都出现在各种报纸上，其中一些发表在两本著作中: 《Il-Linja t-Tajba - L-Aħjar Artikli ta' Dottor Ugo Mifsud Bonnici》 和 《Biex il-Futur Reġa' Beda》.
邦尼奇多年来一直擔任文學雜誌《Malta Letterarja》的編輯 。